# Primeiro Consistório Ordinário Público de 1844

## Cardeais
| Nº                  | País               | Nome                             | Idade              | Cargo                                          | Título ou Diaconia                                         |
| Cardeais eleitores  | Cardeais eleitores | Cardeais eleitores               | Cardeais eleitores | Cardeais eleitores                             | Cardeais eleitores                                         |
| ------------------- | ------------------ | -------------------------------- | ------------------ | ---------------------------------------------- | ---------------------------------------------------------- |
| 1                   | Itália             | Antonio Maria Cagiano de Azevedo | 46                 | Bispo de Senigallia                            | Cardeal-presbítero de Santa Cruz de Jerusalém              |
| 2                   | Itália             | Niccola Clarelli Parracciani     | 44                 | Secretário da Sagrada Congregação Consistorial | Cardeal-presbítero de São Pedro Acorrentado                |
| In Pectore          |                    |                                  |                    |                                                |                                                            |
| 3                   | Itália             | Fabio Maria Asquini              | 41                 | vice-camerlengo e regulador de Roma            | Revelado no Primeiro Consistório Ordinário Público de 1845 |
| Revelado In Pectore |                    |                                  |                    |                                                |                                                            |
| 1                   | Itália             | Tommaso Pasquale Gizzi           | 56                 |                                                | Cardeal-presbítero de Santa Pudenciana                     |